# LGBT práva v Kosovu

Duhová mapa Kosova

Se vznikem nové ústavy se práva leseb, gayů, bisexuálů a transsexuálů (LGBT) v Kosovu stala jedněmi z nejrozvinutějších, což činí z Kosova a jeho ústavních zákonů jednu z nejliberálnějších zemí v Evropě, která diskriminaci na základě sexuální orientace přímo v ústavě zakazuje.

## Zákony týkající se stejnopohlavní sexuální aktivity
Stejnopohlavní styk byl na území Kosova legalizován roku 1994, když bylo ještě součástí Srbska a Černé Hory. V roce 2004 byl legální věk způsobilosti k pohlavnímu styku sjednocen pro obě orientace na 14 let, čímž z trestních zákonů ohledně sexuálního chování zmizely všechny zmínky o pohlaví účastníků, a legálnost pohlavního styku je tudíž posuzována jen podle věku.

## Stejnopohlavní soužití
Ačkoli Ústava Republiky Kosovo zakazuje diskriminaci na základě sexuální orientace a ustanovuje, že „každý má právo na sňatek a rodinu“ (a předseda Ústavního soudu řekl, že schválí stejnopohlavní manželství), tomu je prakticky zamezeno v § 14 odst. 1 zákona o rodině:
„Manželství je trvalý svazek dvou osob různého pohlaví, kteří se jeho prostřednictvím zavazují ke společnému soužití s cílem založení rodiny.“

## Služba v armádě
LGBT Kosované smějí otevřeně sloužit v armádě.

## Ochrana před diskriminací
Článek 24 Ústavy Republiky Kosovo zakazuje diskriminaci na základě všech aspektů, včetně sexuální orientace. Kosovo je tudíž jednou z mála zemí v Evropě, které diskriminaci na základě sexuální orientace ústavně zakazují.
Antidiskriminační zákon z roku 2004 přijatý Kosovským shromážděním zakazuje diskriminaci na základě sexuální orientace ve všech oblastech veřejného života, jako jsou zaměstnání, členství v organizacích, vzdělávání, přístup ke zboží a službám, sociální zabezpečení a ubytovací služby. Definice diskriminace v tomto zákoně přímo zmiňuje přímou i nepřímou diskriminaci, jakož i obtěžování, násilí a segregaci.
Kosovské LGBT hnutí Centrum pro sociální emancipaci popisuje život gayů v Kosovu jako „underground“. Neexistují zde žádné gay kluby a život LGBT komunity je uzavřený a skrytý.
Dárcovství krve, spermií a orgánů od homosexuálních a bisexuálních mužů bylo legalizováno v prosinci 2002. Od března 2006 Kosovo homosexualitu oficiálně nepovažuje za duševní poruchu.

## LGBT hnutí v Kosovu
V Kosovu jsou momentálně tři fungující LGBT organizace: Centrum pro rovnost a liberalismus, Centrum pro sociální rozvoj a Centrum pro sociální emancipaci.

## Životní podmínky
| Legální stejnopohlavní styk                                                            | (1994) |
| Stejný věk legální způsobilosti k pohlavnímu styku pro obě orientace                   | (2004) |
| Antidiskriminační zákony v zaměstnání                                                  | (2004) |
| Antidiskriminační zákony v přístupu ke zboží a službám                                 | (2004) |
| Antidiskriminační zákony v ostatních oblastech (homofobní urážky, zločiny z nenávisti) | (2004) |
| Gayové a lesby smějí otevřeně sloužit v armádě                                         | Ano    |
| Stejnopohlavní manželství                                                              | Ne     |
| Jiná forma stejnopohlavního soužití                                                    | Ne     |
| Adopce dítěte partnera                                                                 | Ne     |
| Společná adopce dětí stejnopohlavními páry                                             | Ne     |
| Možnost změny pohlaví                                                                  | Ne     |
| Přístup k umělému oplodnění pro lesbické ženy                                          | Ne     |
| Náhradní mateřství pro gay páry                                                        | Ne     |